# Węgielnica (przyrząd)

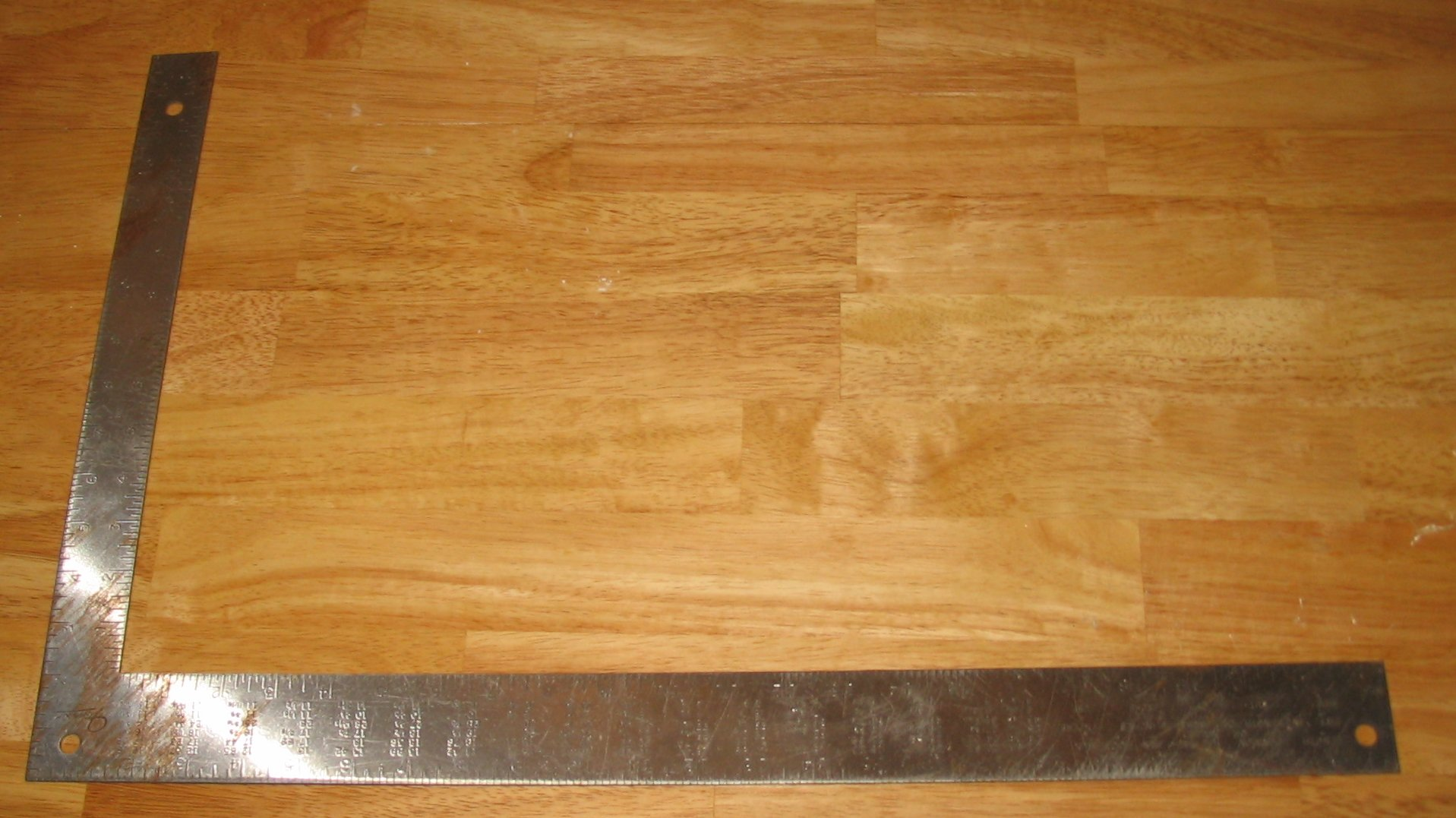
Węgielnica metalowa

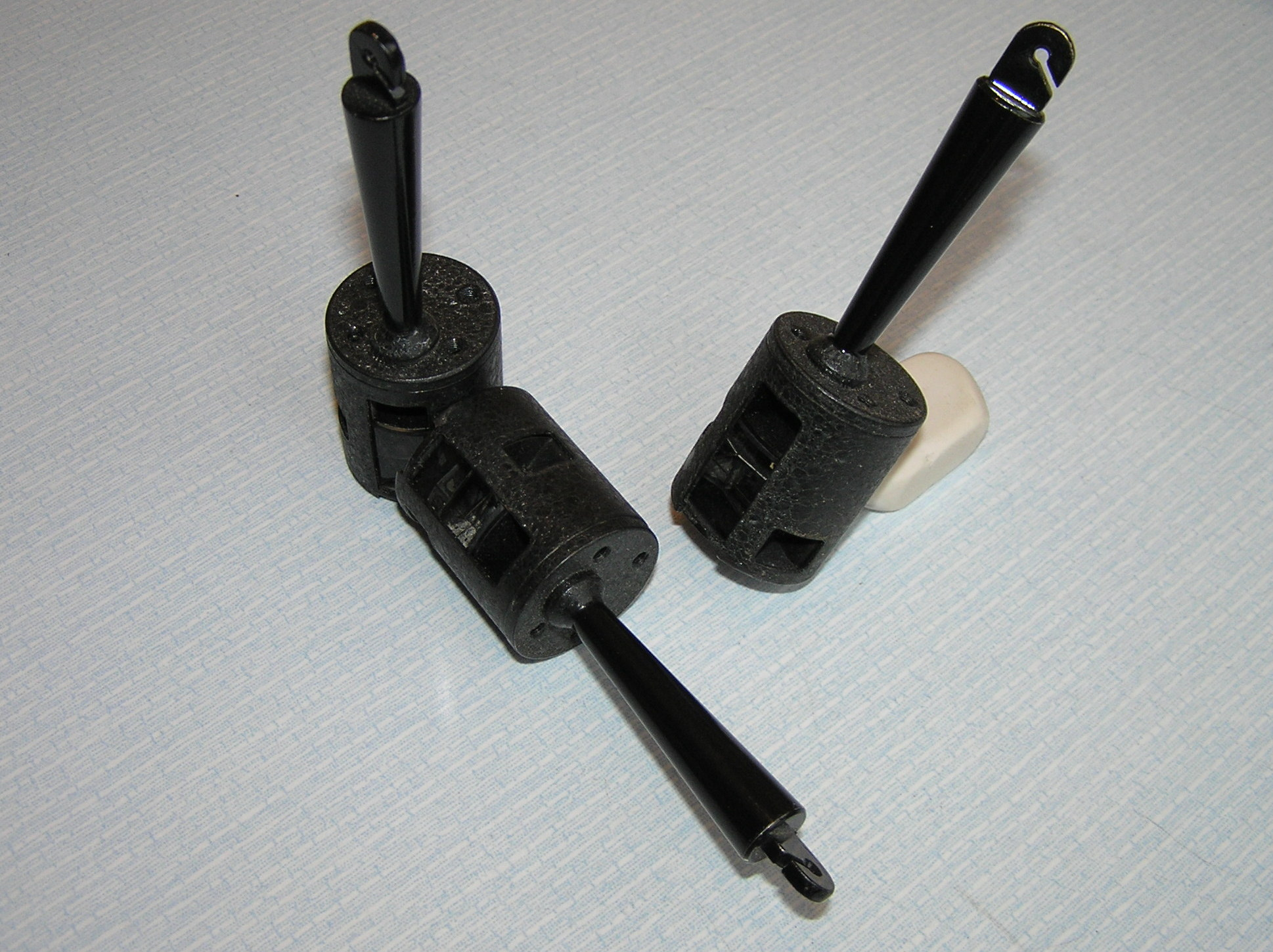
Węgielnice pryzmatyczne

Węgielnica, ekier – przyrząd używany w geodezji i w murarstwie; służy do wytyczania kątów prostych, pełnych i półpełnych, czasem też połowy kąta prostego. Nazwa pochodzi od węgła, czyli narożnika budynku.

## Zasada działania
Są dwa rodzaje węgielnic – przeziernikowe i optyczne. Optyczne zapewniają dokładność większą niż 1'.
Działanie węgielnic bazuje na zjawisku załamania promieni światła na granicy dwóch ośrodków i odbicia od powierzchni zwierciadlanej. W praktyce stosowane są węgielnice (tzw. pentagony podwójne) zbudowane z dwóch odpowiednio nałożonych na siebie pryzmatów pięciokątnych. Węgielnic używa się razem z pionem sznurkowym (drążkowym).
Węgielnica murarska (kątownik) służy do wyznaczania i sprawdzania kątów prostych na powierzchni muru. Może być wykonana z drewna lub metalu. Węgielnice mogą mieć różne rozmiary. Najczęściej drewniane mają ramiona o długości 80–150 cm, a metalowe wykonane ze stalowej blachy o długości ramion 30–60 cm. Węgielnica w geodezji może też służyć do wyznaczania kierunku poziomego.

## Symbolika
Węgielnica jest również jednym z atrybutów (symboli) używanych przez wolnomularzy. Podobnie jak cyrkiel symbolizuje ona życie człowieka przeżyte we właściwy – to znaczy regularny sposób. Węgielnica jest ponadto jednym z symboli wyróżniającym kolejny stopień wtajemniczenia. Jest bowiem znakiem mistrza zasiadającego po wschodniej stronie loży i nadzorującego jej pracę, a szczególnie zgromadzonych w tzw. "Portyku Salomona" prowadzącym do miejsca zwanego "Święte Świętych".